# Operacja Czarny Orzeł
Operacja Czarny Orzeł (ang. Black Eagle) – operacja połączona przeprowadzona przez siły amerykańskie, polskie oraz irackie przeciwko szyickim bojownikom z Armii Mahdiego w rejonie miasta Ad-Diwanijja w dniach od 26 marca do 4 lipca 2007. W planie operacji podzielono ją na cztery fazy:

I – działania mylące (26 marca–5 kwietnia);

II – działania precyzyjne (6–21 kwietnia);

III – ofensywne działania w celu rozbicia sił przeciwnika (6–21 kwietnia);

IV – odbudowa infrastruktury miasta (16 kwietnia–4 lipca).

Decydujące fazy II i III były prowadzone równocześnie.
Amerykańskie lotnictwo zbombardowało pozycje bojowników rakietami typu AGM-114 Hellfire. W operacji wziął udział także polski śmigłowiec Mi-24D. Po serii walk, II i III faza operacji zakończyła się faktycznie 10 kwietnia.
W starciach z rebeliantami zginęło 4 amerykańskich żołnierzy (8 kwietnia – sierż. Adam P. Kennedy, 10 maja – st. szer. Roy L. Jones i 19 maja – sierż. Jason A. Schumann z 4 Brygadowej Grupy Bojowej oraz 26 czerwca – st. sierż. Nathan L. Winder z 1 Grupy Sił Specjalnych), jeden polski (20 kwietnia – st. szer. Tomasz Jura z Grupy Manewrowej) oraz 9 żołnierzy nowej armii irackiej. Po stronie bojowników zginęło 20 osób, 8 zostało rannych, a 241 aresztowano. 